# 毛邦初
毛邦初（1904年3月5日—1987年6月22日），生於上海，中華民國军政要人，曾官拜空军副司令，籍貫浙江奉化，是毛福梅（蔣中正原配）同宗侄子輩但與蔣介石來往甚密如同己出，抗日戰爭擊敗日本軍航空部隊，是當時代中國空軍英雄，38年後駐美國軍事代表採購團空軍團長，與孔令杰任陸軍團長均負責擔任軍油及武器材採購，後因貪汙案被撤職查辦捲款逃避墨西哥被當地政府逮捕入獄，官司審判而滯留美國到逝世。

## 經歷
- 毛邦初1904年出生于上海，早年隨父在上海美孚洋行工作。
- 1925年1月去投考黄埔军校，30年代廣州黃埔陸軍官校三期步科學生期間就參與討閥桂系軍戰績，畢業後再轉中國交通科技學校學習無線電發報機專長。
- 中華民國政府選派，先入蘇聯中山大學空军，后赴意大利学習飛行。
- 回国後逢國民黨分裂，中央軍校也因此分別在武漢、南京、廣州三處。廣東粵軍集團擁有九個戰機中隊，毛邦初在黃埔原本基地廣東空軍中。
- 蔣介石總裁於1931年在南京成立中央軍校，在新辦的「南京中央航空班」擔任主要飛行訓練的教授組長。後中央航校在杭州成立「杭州笕桥航空学校」有飛行和通訊班，政府遷台這通訊班合併入崗山空軍通訊學校。
- 1937年7月7日抗日戰争開始为了统一指挥中国空军抗戰，國民政府建立了空军總司令部，以蒋主席為總司令，並设敵前總指挥部，當時陸軍周至柔任總指挥，並且由曾經是美國軍援接受七人小組與宋子文一同赴美國接受航空器材的飛行員毛邦初任副總指挥領導中國空軍對日空中作戰。
- 毛將軍是中國空軍航校第三任校長，中華人民共和國建國前的前任中華民國空军副總司令，總司令是陸軍轉任周至柔將軍。
- 中國大陸淪陷前再被派赴美國任空軍駐美採購處代表，負責在美國為中華民國空軍採買戰機汽油和戰機，主要機型是P-51，和加拿大生產的蚊式轟炸機。

## 榮譽
- 毛將軍是早期中華民國空军中少数空军飛行正式科班出生，共參加北伐、抗戰、勦共戰役的空軍将领。
- 杭州筧橋八一四空戰時毛為領導人之一。當時駐紮筧橋、實際立下空戰首勝的第四飛行大隊隊長，即為高志航。
- 世界第一位飛越中印邊界駝峰航線的中國飛行員。

## 毛邦初事件
蒋介石任命周至柔为空军司令，时任空军副司令的毛邦初在中國大陸淪陷後，為蒋介石派遣赴美國擔任駐美空軍主任，兼顧對美參議院協調空軍軍援事項重託，惟當時蒋介石下野只具國民黨總裁身份。爾後因駐美代表處與空軍總司令部間為採購問題起衝突，經調查毛贪污公款，毛则指蒋介石非正式總統為脫罪藉口，并遠逃至墨西哥終究還是被捕。

### 投書事發
1950年5月上旬華盛頓郵報發了一則美國婦女的投書讀者向惟萱，實為埋伏監視毛邦初的軍統局特務以助理為名，後來返台住在新店市北宜路山區以消毒輪船舶為業掩飾致終，向惟萱上校疑似國軍將領有關人士分贓不均偷偷向美國媒體揭發國軍人員貪污，指控國府人員在舊金山購買三百萬加侖航空汽油，中飽十萬美元，宋美齡的弟弟宋子良開設的孚中公司涉及此事。軍購弊案開始像滾雪球一樣越滾越大，親台灣的眾議員周以德和參議員威廉·諾蘭一再向顧維鈞反映，指責中華民國駐美軍購人員品行不端、手腳不乾淨。

### 毛邦初反控
毛邦初則反向顧維鈞檢舉周至柔虛報軍品價格，周至柔則反控毛操守有問題，並指向惟萱的爆料行為對國家不忠。毛、周互相指控，台北要求毛返國述職毛拒絕，且反舉報周至柔侵占空軍存放紐約中國銀行的50萬美元。事情愈鬧愈大，顧維鈞奉台北之命，再三指示毛邦初返台，毛強調台北必須先行調查周至柔，他才肯將採購權交給皮宗敢，並表示如蔣介石對他採取行動，他已作好一切準備。
毛邦初拒絕交出手中掌握的巨額存款態度強硬，顧維鈞、宋子文、俞國華、李惟果、胡適等人輪番規勸他，毛皆置之不理。1951年8月葉公超外長電告顧維鈞解除毛、向所有職務，並派俞大維前往華府專事協助顧大使處理毛案。俞大維與毛邦初會晤力勸其回頭是岸，毛不聽，且倒向正寓居美國的李宗仁，公開譴責蔣介石。台北組成一個五人專案小組調查毛案，司法行政部次長查良鑑和小組成員周宏濤專程赴美，向法院控告毛邦初。毛妻曾央請胡適、顧維鈞出面解決，胡適婉拒，顧則表示一切太晚了。
據2000年後兩岸官方媒體開始逐漸出現的說法，毛邦初當年在美長期營運的流動鉅款與軍品、油料關係不大，只是掩護，本質為在美遊說親台的美國共和黨議員，資助他們選舉等開銷，以換取在政界幫台灣說話，而毛犯的錯誤為利用這筆秘密款項的特性，自己中飽私囊不少，導致有人眼紅開始有意整肅毛邦初。

### 毛邦初逃亡
1952年2月毛邦初攜美國女秘書凱莉（一說是紐約夜總會歌舞女郎）經德州潛逃至墨西哥企圖逍遙法外。國府和美國分別下令通緝，1952年8月毛和凱莉遭墨西哥警察逮捕下獄，但墨西哥政府拒絕引渡要求。
1954年6月，國府駐美大使館空軍武官衣復恩曾前往墨西哥監獄拍了幾張毛邦初的照片。同時華府地方法院裁決國府有權向毛追討636萬8千餘美元，在這項判決之前國府已追回300萬美元。
1955年4月蔣介石下令毛案必須在三個月內結案。毛獲墨西哥釋放後一直逗留在墨國，但毛案並未在「三個月內」結案，毛亦未交出636萬8千餘美元。
1955年10月13日中央日報1版，刊登司法部次長查良鑑由紐約返回華府，帶回華盛頓地方法院判決後，兩家瑞士銀行歸還毛邦初以私人名義存款。兩家瑞士銀行的紐約辦事處於10月5日將各將支票交給中華民國政府代表，瑞士銀行支票款項為一百一十九萬四千五百五十五元，瑞士信託銀行支票款額為六十三萬二千四百六十七元。

### 退200萬和解
毛案在顧維鈞、董顯光時代仍未解決、直至一九五八年葉公超使美，台北才和毛邦初達成和解，毛同意交出200萬美元美國國庫券，但要求給他20萬美元生活費。毛邦初究竟侵吞多少軍購款項，顯然沒有人說得清楚，據信在600萬至2000萬美元之間。毛從此定居美国，晚年病逝于加州洛杉磯。

## 家人
- 毛瀛初是其弟，該弟生2子2女，其中一子毛昭定為台電大樓內「昭凌工程顧問公司」董事長。

- 毛邦初二位兒子都是傑出美國科學家
  - 長子毛昭寰是美國普渡大學電機博士，已於2008年逝世，曾經是Motorola、Siemens的供應商，及美國三大品牌之一「吹號童子」(Bugle Boy) 的成衣界大亨，但公司於2001年倒閉。
  - 次子毛昭宪是生醫及機械雙博士，美国生物力学权威，首位美国华人生物及機械學院“两院院士”。

### 引用
1. ↑  毛邦初家族風雲史 中時出版社 林博文(2001)
2. ↑  毛邦初 让蒋介石颜面扫地的侄子 2015年05月18日, http://taihai.cntv.cn/2015/05/18/VIDE1431914827149404.shtml （页面存档备份，存于）

### 相關著作
- 《1951全面追緝：軍購．密帳．叛逃者》王駿著，2022鏡文學出版